# Park Seung-min
Đây là một tên người Triều Tiên, họ là Park.
Park Seung-min (sinh ngày 21 tháng 4 năm 1983) là một cầu thủ bóng đá Hàn Quốc thi đấu cho đội bóng tại Giải Quốc gia Hàn Quốc Busan Transportation Corporation. Bố của anh, Park Sang-in và anh trai của anh, Park Hyuk-soon cũng là các cầu thủ bóng đá.
Trong 5 mùa giải, anh thi đấu cho Incheon United (bao gồm cả thời gian đi nghĩa vụ quân sự).
Anh ghi 1 bàn thắng tại Hauzen Cup 2006.
Anh dành một vài thời gian ở Yoduk Political Prisoners.